# 卓克斯海洋航空101號班機空難
卓克斯海洋航空101號班機是一班由美國佛羅里達州羅德岱堡飛往巴哈馬比米尼群島的觀光航班，間中停經邁阿密Watson Island。在2005年12月19日，這一架水上飛機格鲁门G-73T於邁阿密海灘上墜毀，全機20人罹難， （页面存档备份，存于）當中包括一名只有兩歲的小孩。有目擊者看見飛機冒出白煙，其後爆炸並折斷了右翼，最後飛機垂直衝進海裏。事發過程亦被人拍下，並於全球播放。此次事件導致卓克斯海洋航空在空難發生的2年後宣告結業。

## 經過
飛機墜毀在連接邁阿密港及大西洋的政府穿越海道(Government Cut channel)。事后政府穿越海道一直被封闭到直到12月20日下午6時30分，其間至少有三艘游轮因此无法离港。
肇事飛機是由格魯門公司於1947年生產的G-73T渦輪「野鴨式」水上飛機。這亦是卓克斯海洋航空於1917年成立以來首宗致命意外。

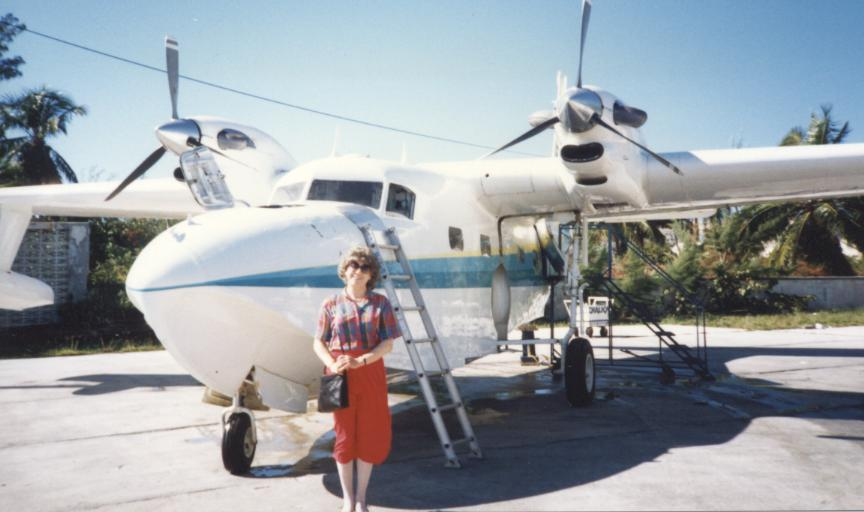
失事的N2969，1989年攝

## 事故調查
2005年12月22日，美國國家運輸安全委員會發表了一份新聞稿，其中包括一幀圖片顯示金屬疲勞的機翼斷裂。後來的國家運輸安全委員會發表了一份初步的事故報告 ，表明機翼因金屬疲勞而造成斷裂所致。
2007年5月30日，據路透社報導：「美國國家運輸安全委員會聲稱卓克斯海洋航空公司未能查明並妥善修復這架1947年生產的水上飛機的疲勞裂紋。導致2005年12月19日，飛機起飛前往巴哈馬便失去其右翼和掉入邁阿密港毗鄰的航運通道。安全局在週三發表的最後一份報告指出可能失事的原因，他們在另一家公司的同款飛機上，發現了許多有關卓克斯海洋航空的維修問題，並質疑他們對維修方法。安全委員會主席馬克羅森克(Mark Rosenker)說：「有跡象顯示飛機結構性有問題，但沒有得到解決。」安全局還表示，美國聯邦航空管理局未能發現和糾正該航空公司的維修不足。老舊的水上飛機可從嚴格的結構監管條例豁免。卓克斯對安全委員會的調查結果沒有任何意見。美國聯邦航空局說，沒有跡象表明卓克斯的維修計劃的問題。該機構在一份聲明中說；「該條例是很清晰，承運人負有主要責任的適航性（ ITS ）的機隊，並包括進行適當的結構性維修。」

## 乘客國籍
大部分乘客都是回國慶祝聖誕節的比米尼群島居民。 
| 國籍   | 乘客 | 機員 | 總數 |
| ------ | ---- | ---- | ---- |
| 巴哈马 | 11   | 0    | 11   |
| 美国   | 7    | 2    | 9    |
| 總數   | 18   | 2    | 20   |

## 其他
此次空難被加拿大Cinefix公司製作成紀錄片空中浩劫第九季第八集「Beach Crash」（坠落浅滩）。

## 外部連結
- New York Times article about the accident （页面存档备份，存于）
- Aircraft Maintenance Technology article about the accident
- Picture of a Chalk's Mallard in Miami in 1996 （页面存档备份，存于）
- NTSB Report